# Association britannique d'aéromodélisme
La British Model Flying Association (BMFA) est l'organisme élu par le Royal Aero Club pour être responsable de tous les aspects du vol des modèles réduits d'avions au Royaume-Uni.

## Histoire
La BMFA a été fondée en 1922 sous le nom de SMAE (Society of Model Aeronautical Engineers). Le changement de nom a eu lieu en 1987 lors de l'AGA de la SMAE a voté l'adoption d'un titre provisoire, la British Model Flying Association. La SMAE existe toujours en tant que société à responsabilité limitée mère et son titre est toujours utilisé sur tous les documents juridiques, cependant, le titre BMFA est utilisé dans l'usage quotidien par ses membres. Leur siège social est actuellement basé à Chacksfield House, Leicester, au Royaume-Uni.

## Activités
Plus de 850 clubs au Royaume-Uni y sont affiliés, avec environ 36 000 membres. Il publie régulièrement un magazine appelé BMFA News.

## Corps de zone
L'ensemble du Royaume-Uni est administré depuis le siège social, mais localement il y a 14 comités «de zone» qui se réunissent périodiquement, et ces réunions sont suivies par des délégués de club qui peuvent, à travers différents canaux ouverts aux «zones», proposer des changements ou des ajouts. à la gestion du sport, ceux-ci sont ensuite votés lors des réunions du Conseil tenues au siège social. Si elles sont adoptées, les modifications seront incorporées dans les directives produites par l'organisation et publiées dans le «Manuel BMFA».